# 27-я пехотная дивизия (вермахт)
27-я пехотная дивизия (нем. 27. Infanterie-Division) — тактическое соединение сухопутных войск вооружённых сил нацистской Германии периода Второй мировой войны.

## История
27-я дивизия появилась 1 октября 1936 во время первой волны формирования вооружённых сил Германии. Относилась к 7-му военному округу, базировалась в Аугсбурге. Участвовала в польской кампании вермахта в сентябре 1939, с того момента по май 1940 года находилась на оккупированных территориях Польши. В мае 1940 года была переброшена к западным границам Германии и участвовала во вторжении во Францию. В ноябре 1940 года на основе этой пехотной дивизии была создана 17-я танковая дивизия.

## Штаб командования дивизии
| Дата                             | Должность         | Name                 |
| -------------------------------- | ----------------- | -------------------- |
| 1 октября 1936 — 21 декабря 1936 | Генерал-майор     | Эмиль Рейшле         |
| 1 января 1937 — 5 октября 1940   | Генерал-лейтенант | Фридрих Бергманн     |
| 5 октября 1940 — 1 ноября 1940   | Генерал-полковник | Ганс-Юрген фон Арним |

| Дата                            | Должность    | Name                   |
| ------------------------------- | ------------ | ---------------------- |
| 1 июля 1938 — 15 октября 1939   | Подполковник | Губертус Ламей         |
| 23 октября 1939 — 1 ноября 1940 | Подполковник | Ганс Гронеманн-Шонборн |

- Офицер из 27-пехотной дивизии Фриц Линдеманн (11 апреля 1894, Шарлоттенбург — 22 сентября 1944, Берлин-Плётцензее) участвовал в покушении на Адольфа Гитлера.

## Структура дивизии
- 40-й пехотный полк (Infanterie-Regiment 40)[2]
- 63-й пехотный полк (Infanterie-Regiment 63)
- 91-й пехотный полк (Infanterie-Regiment 91)
- 27-й артиллерийский полк (Artillerie-Regiment 27)
- 27-й противотанковый батальон
- 27-й разведывательный батальон (Aufklärungs-Abteilung 27)
- 27-й сапёрный батальон (Pionier-Bataillon 27)
- 27-й батальон связи (Nachrichten-Abteilung 27)
- 27-й резервный батальон (Feldersatz-Bataillon 27)
- войска подчинявшиеся командиру снабжения 27-й пехотной дивизии (Infanterie-Divisions-Nachschubführer 27)